# Ogreb
U mineralogiji, ogreb ili crt je boja praha koja nastaje nakon grebanja ili struganja materijala (minerala) u odnosu na bijeli porculanski tanjurić na koji prah ili strugotine padaju.
Boja ogreba većinom se ne podudara s vanjskom bojom minerala.
Tako primjerice mineral hematit, koji je tamnosiv do crn, ima crvenu boju ogreba.